# Habrolepis oppugnati
Habrolepis oppugnati är en stekelart som beskrevs av Filippo Silvestri 1915. Habrolepis oppugnati ingår i släktet Habrolepis och familjen sköldlussteklar.
Artens utbredningsområde är Eritrea. Inga underarter finns listade i Catalogue of Life.